# Huanghai N3
Huanghai N3 — среднеразмерный пикап, который выпускается с 2017 года подразделением Huanghai Auto (黄海) компании SG Automotive (曙光汽车).

## Описание
Huanghai N3 дебютировал в 2017 году на Шанхайском автосалоне. В июле того же года начались продажи автомобиля.
Первой моделью является Huanghai N3A (базовая модель). Спортивная версия Huanghai N3S была представлена гораздо позже.

## Технические характеристики
Huanghai N3 оснащён 2,4-литровым четырёхцилиндровым атмосферным бензиновым двигателем мощностью 218 л. с. и крутящим моментом 320 Н·м, 2,4-литровым турбодвигателем, 2,5-литровым четырёхцилиндровым турбодизельным двигателем мощностью 143 л. с. и крутящим моментом 340 Н·м, либо же 2,8-литровым турбодизельным двигателем, являющимся производным от 1GD-FTV. Двигатели сочетаются в паре с шестиступенчатой механической или же автоматической трансмиссией. Цены варьируются от 111800 до 160800 юаней.